# 赫沃伊内
50°50′32″N 35°3′38″E / 50.84222°N 35.06056°E
赫沃伊內（烏克蘭語：Хвойне）是位於烏克蘭東北部的村莊，由蘇梅州蘇梅區的克拉斯諾皮利亞市鎮負責管轄。該村處於瑟羅瓦特卡河右岸，距離扎利茲尼亞克3公里，海拔高度144米，2001年人口19。